# AFI (groupe)
Pour les articles homonymes, voir AFI.
AFI, diminutif de A Fire Inside, est un groupe de rock alternatif américain, originaire d'Ukiah, en Californie. La composition actuelle du groupe est Davey Havok au chant, Jade Puget à la guitare, Hunter Burgan à la basse et Adam Carson à la batterie. La sensibilité lyrique du groupe s'exprime de différentes façons au cours des différentes phases de leur carrière. En effet, on pourrait diviser leur carrière en trois phases, c'est-à-dire la phase punk hardcore, la phase horror punk et la phase mainstream.

## Biographie

### Phase punk hardcore (1991 - 1999)
AFI est formé en 1991 alors que le chanteur Davey Havok, le guitariste Markus Stopholese, le bassiste Vic Chalker, et le batteur Adam Carson sont au lycée de Ukiah, en Californie. La période punk hardcore est caractérisée par les débuts du groupe et par la sortie de maints EP et de deux albums, Answer that and Stay Fashionable ainsi que Very Proud of Ya. Dans ces albums, A Fire Inside livre un punk rock rapide et assez agressif. Le tout, accompagné des « miaulements » de Davey Havok et des solos de guitare de Mark Stopholese.
À la suite des deux premiers albums, les membres du groupe prennent un virage important dans leur carrière. Ils commencent à écrire des textes plus sérieux et plus sombres. En effet, et c'est Shut Your Mouth and Open Your Eyes qui marquera ce tournant. L'album sera marqué par un hardcore plus agressif, des guitares plus présentes et des chants souvent criés. Les thèmes « adolescents » des premiers albums seront dès lors beaucoup moins présents et on assistera également à un changement dans l'image projetée par les membres du groupe. Ainsi, la formation sera plus souvent vêtue de noir. L'art illustré sur la pochette de l'album Shut Your Mouth and Open Your Eyes est également lié à cette tendance axée sur le noir et le mystérieux.

### Phase horror punk (1999 - 2000)

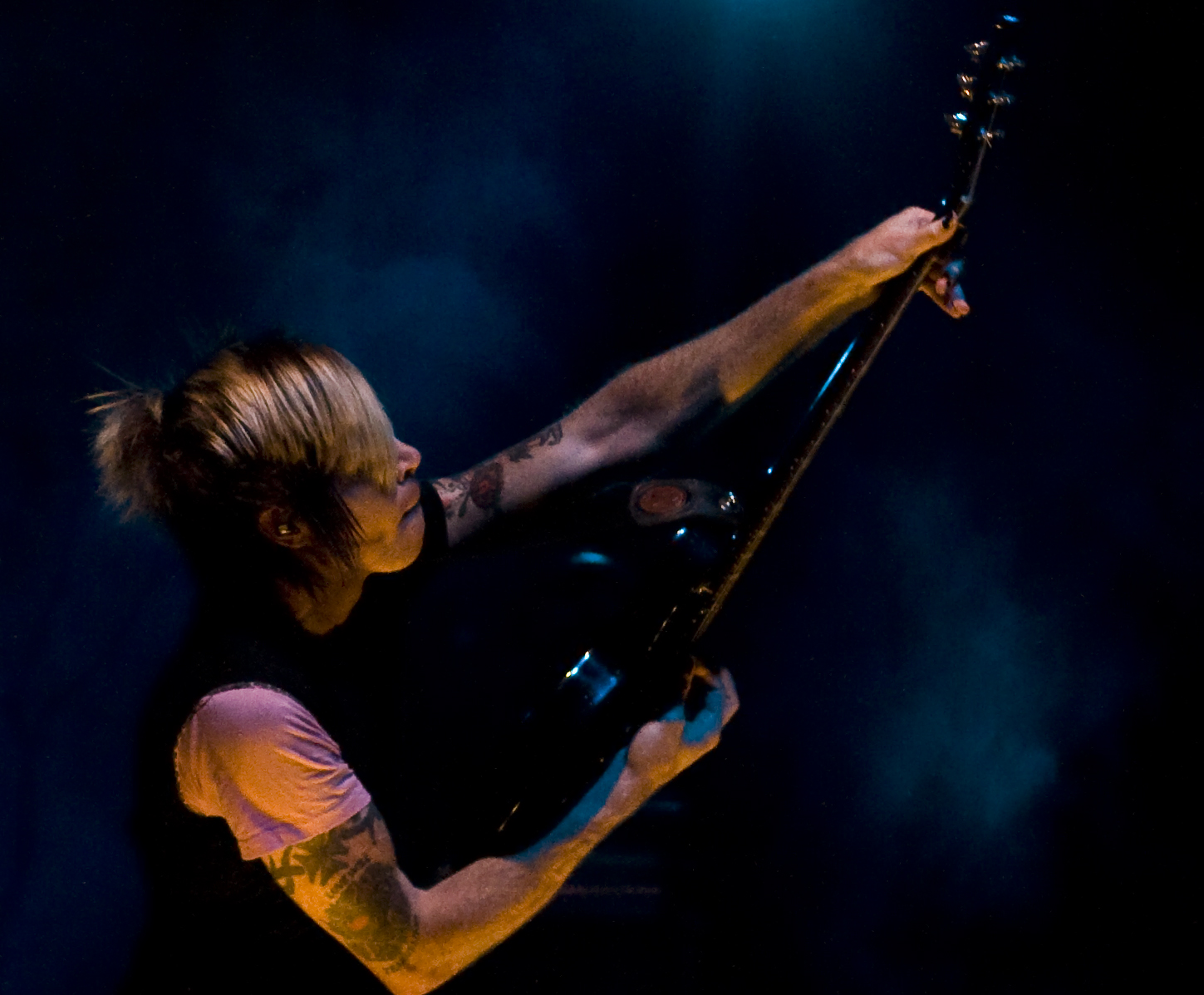
Le guitariste Jade Puget.

Leur cinquième album, Black Sails in the Sunset, marquera de manière positive, en général, les fans du groupe. L'album est caractérisé par un son un peu plus lourd que les autres albums, mais aussi par un rapprochement explicite avec la sous-culture gothique. À ce moment, les thèmes abordés dans les paroles font souvent référence à la mort, à un monde mystique, à la religion et à la souffrance. On remarque également dans l'album, l'apparition de morceaux où Davey chante doucement, sans crier. Il ne faut pas oublier que c'est l'album où on voit pour la première fois la composition la plus stable du groupe, c'est-à-dire celle encore actuellement avec Davey, Adam, Hunter et Jade.
L'EP All Hallows et l'album The Art of Drowning sont la suite logique de Black Sails in the Sunset. On y retrouve une sonorité un peu plus allégée, des rythmes aussi rapides, des vocales similaires à celles de Black Sails in the Sunset et des thématiques lyriques s'approchant de celles des groupes de horror punk tels que Misfits. Cependant, AFI s'y prendra de façon plus romancée que les inventeurs du horror punk. Ces derniers ayant abordé l'horreur de façon crue et amenée avec de l'humour noir, AFI, eux, aborderont des thématiques obscures de façon plus polie. Parmi ces thèmes, on peut parler de surnaturel, de la mort, de sorcellerie, etc. Par ailleurs, la chanson The Boy who Destroyed the World et ses accents punk fut rendue célèbre par une vidéo en ligne sur Rodney Mullen.
Ainsi, ils livreront l'EP All Hallows en 1999 (même année que BSITS). Cet EP de quatre titres se distinguera des autres EP du groupe. Sa thématique est, explicitement, la fête de Halloween et de la Toussaint, d'où son nom All Hallows (traduction littérale de « Toussaint »). Elle comprend même une reprise de la célèbre chanson Halloween des Misfits. En 2000 paraîtra The Art of Drowning, un album qui reprend la sonorité de All Hallows et qui continue sur le chemin du horror punk. On peut y retrouver une citation tirée du film Beetlejuice de Tim Burton, la première chanson douce du groupe ainsi que la présence de la couverture d'Alan Forbes représentant, de façon étonnante, les titres de l'album.

### Phase mainstream (depuis 2000)

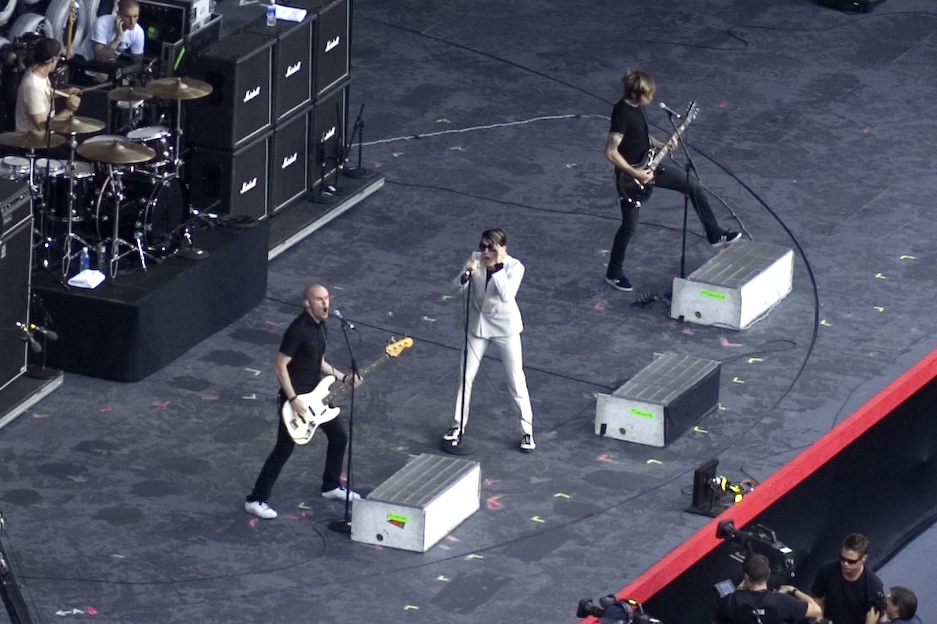
AFI au Live Earth.

À la suite du succès de The Art of Drowning, AFI se fait courtiser par des compagnies de disques commerciales. À l'époque, le groupe était sous le label du chanteur de The Offspring, Dexter Holland, Nitro Records. Sous les conseils de ce dernier, AFI décident de signer avec DreamWorks. Ils justifieront leur décision en affirmant que la compagnie était prête à leur offrir une grande liberté artistique.
Le premier album à paraître sous l'étiquette DreamWorks est Sing the Sorrow en 2003. Ce nouvel album déstabilise les fans de la première heure. En effet, la musique du groupe tranche radicalement avec leurs productions beaucoup plus Punk hardcore d'auparavant, montrant un groupe plus calme avec un son plus élaboré, un Davey Havok qui impressionne par son vaste registre vocal plus en retrait sur les albums précédents. Tout de même, l'album contient autant de piste très calmes qu'agressive. Le vidéoclip Girl's Not Grey prend d'assaut les ondes de MTV2 aux États-Unis. Il se fait remarquer rapidement et fait même gagner un prix, aux MTV Video Music Awards, le 28 août 2003, au groupe. Les autres vidéoclips sont tout aussi éclatés. Ils sont théâtraux et excentriques. Le groupe avoue mettre tout son cœur dans leurs clips.
Sortie le 6 juin 2006, Decemberunderground est le septième album du quatuor. C'est un opus plus pop et emo, avec des sonorités électroniques et instrumentales. Le premier single tiré de cet album est Miss Murder. La chanson est chantée en direct lors de la cérémonie des MTV Movie Awards 2006. Quelques mois plus tard, elle est en nomination aux MTV Video Music Awards 2006 dans la catégorie « meilleure chanson rock ». Grâce à l'appui et à tous les votes de ses fans, les gars mettent la main sur le MoonMan en remerciant longuement leurs fidèles admirateurs. La chanson Miss Murder fait partie de la liste des titres de Guitar Hero III : Legends of Rock. Decemberunderground est d'ailleurs certifié disque de platine avec 500 000 exemplaires vendus en 2013. Le second single du disque est Love Like Winter. La chanson Prelude 12/21 est jouée dans la saison 4 des Frères Scott dans l'épisode 06, ainsi que dans la saison 6, épisode 9, de Smallville.
Le huitième album du groupe, Crash Love, est publié le 29 septembre 2009 sur le label Interscope Records, et produit par Joe McGrath et Jacknife Lee (producteur entre autres de The Hives, Snow Patrol, Bloc Party, Weezer et R.E.M.). Les membres du groupe l'ont essentiellement qualifié d'album rock, proche du son que produit entre autres The Cure, The Smiths, Morrissey, New Order ou Alkaline Trio. La chanson Medicate, premier single de cet album, fait partie de la liste des titres de Guitar Hero 5. Le deuxième single est Beautiful Thieves.
Burials, neuvième album du groupe, est publié le 11 octobre 2013 sur le label Republic Records,. Il est produit par Gil Norton (Foo Fighters, Pixies, Feeder, Jimmy Eat World). Il en ressort un son plus électronique et affiné et plus « pop » que les précédents albums. Havok choisit des timbres définitivement plus aigus et moins criés sur la lancée de l'album de 2009, poussé par des basses et guitares recherchant plus de mélodie que de rythmique, laissant une plus grande marge de manœuvre a des rythmes de batterie très travaillés. L'album a suscité une campagne marketing au cours de laquelle le groupe refait entièrement la page de son site web et lance plusieurs albums en version limitée. Le premier single de l'album 17 Crimes apparaît peu après le lancement du nouveau site qui proposait auparavant plusieurs vidéos de l'album accompagné de symboles mystérieux, prisés par le groupe et illustrant de manière générale la perspective de l'album. Les deux autres singles sont The Conductor et No Resurrection.
Le groupe annonce le 20 janvier 2017, un nouvel album simplement intitulé AFI, ensuite rebaptisé AFI (The Blood Album).

## Style musical et influences
Le style musical d'AFI est reconnaissable à la voix de Davey Havok, une distorsion de guitare, servi par des accords barrés, un rythme de batterie donné par Adam Carson, ainsi que le travail discret de Hunter à la basse; et par leurs influences old school non dissimulées, telles que Misfits, Dead Kennedys,, ou des groupes de hardcore tels que Minor Threat ou Sick of It All.
Au niveau lyrique, la peine, le désespoir se remarquent aisément; le clip de Silver And Cold offre d'ailleurs une vue sur le suicide, ce qui témoigne du sens de leur musique. Un exemple flagrant de leur sensibilité émotionnelle serait Kiss and Control, de l'album Decemberunderground, chanson dans laquelle la tristesse est évidente. Afi s'inspire également de groupes comme The Offspring, Sum 41, et Rancid.

## Utilisation des chansons d'AFI

### Jeux vidéo
- La chanson The Boy Who Destroyed The World est présente dans le jeu Tony Hawk's Pro Skater 3
- La chanson Miss Murder est présente dans le jeu Guitar Hero 3, dans le best-of Guitar Hero: Greatest Hits, dans le jeu Guitar Hero: On Tour Modern Hits et dans le jeu Rock Band Unplugged.
- La chanson Medicate est présente dans le jeu Guitar Hero 5
- La chanson Dancing through Sunday est présente dans le jeu Guitar Hero: Warriors of Rock
- La chanson Girl's Not Grey est présente dans le jeu Rock Band 2

### Télévision et cinéma
La chanson Prelude 12-21 est utilisée dans l'épisode 9 (intitulé Sous terre) de la saison 6 de la série Smallville, et dans la série Les Frères Scott.
La chanson 17 Crimes a été utilisée pour le générique du film The Mortal Instruments : La Cité des ténèbres en 2013.

### Catch
Le catcheur britannique Jimmy Havoc utilise I Hope You Suffer comme thème d'entrée. CM Punk a utilisé Miseria Cantare en 2003.